# Gorgyrella schreineri
Espèce
Synonymes
- Acanthodon schreineri minor Hewitt, 1916

Gorgyrella schreineri est une espèce d'araignées mygalomorphes de la famille des Idiopidae.

## Distribution
Cette espèce est endémique d'Afrique du Sud. Elle se rencontre au Cap-Occidental, au Cap-Oriental, au Cap-du-Nord, dans l'État-Libre et au Gauteng.

## Description
La femelle holotype mesure 33 mm.

## Liste des sous-espèces
Selon World Spider Catalog (version 14.0, 2013) :
- Gorgyrella schreineri schreineri Purcell, 1903
- Gorgyrella schreineri minor (Hewitt, 1916) du Gauteng

## Étymologie
Cette espèce est nommée en l'honneur de Samuel Cron Cronwright Schreiner.

## Publications originales
- Purcell, 1903 : New Arachnida collected by Mr. S. C. Cronwright Schreiner at Hanover, Cape Colony. Annals of the South African Museum, vol. 3, p. 13-40 (texte intégral).
- Hewitt, 1916 : Descriptions of new South African spiders. Annals of the Transvaal Museum, vol. 5, no 3, p. 180-213 (texte intégral).